# Wereldkampioenschap schaatsen allround vrouwen 1990
Het eenenvijftigste Wereldkampioenschap schaatsen allround voor vrouwen werd op 10 en 11 februari 1990 verreden in de Olympic Oval van Calgary, Canada. Het was het zevende WK Allround buiten Europa en het tweede in Canada, na Sainte-Foy ('81). Voor het eerst in de geschiedenis van het WK Allround voor vrouwen werd het toernooi overdekt verreden met vijf kampioenschaprecords als gevolg, het puntenrecord (grote vierkamp) en op de vier afstanden.
Zesentwintig schaatssters uit dertien landen, Canada (3), de DDR (4), Nederland (4), de Sovjet-Unie (4), Japan (2), de Verenigde Staten (2), China (1), Italië (1), Polen (1), Noorwegen (1), Oostenrijk (1), West-Duitsland (1) en Zweden (1), namen eraan deel. Zeven rijdsters debuteerden deze editie.
Jacqueline Börner werd de vijfde Oost-Duitse vrouw die de WK Allround titel veroverde, in navolging van Karin Kessow, Karin Enke, Andrea Mitscherlich en Constance Moser-Scandolo. Met haar tiende deelname aan het WK Allround (de tiende vrouw die dit presteerde) stond Seiko Hashimoto als eerste Japanse vrouw op het erepodium bij de huldiging. Constance Moser-Scandolo, de kampioene van 1989, eindigde dit jaar als derde.
De Nederlandse afvaardiging bestond dit jaar uit vier vrouwen, Herma Meijer, en de drie debutanten Lia van Schie, Sandra Voetelink en Hanneke de Vries. Herma Meijer veroverde op de 500m de zilveren medaille.
Ook dit kampioenschap werd over de grote vierkamp,respectievelijk de 500m, 3000m, 1500m, en 5000m, verreden.

## Afstandmedailles
| Afstand | Goud ·            | Zilver ·              | Brons ·                  |
| ------- | ----------------- | --------------------- | ------------------------ |
| 500m    | Seiko Hashimoto   | Herma Meijer          | Zofia Tokarczyk          |
| 3000m   | Jacqueline Börner | Gunda Kleemann        | Heike Schalling          |
| 1500m   | Wang Xiuli        | Seiko Hashimoto       | Constance Moser-Scandolo |
| 5000m   | Heike Schalling   | Elena Belci-Dal Farra | Constance Moser-Scandolo |

## Klassement
| Rang   | Schaatsster                  | Land                           | Punten  | 500m           | 3000m        | 1500m        | 5000m        |
| ------ | ---------------------------- | ------------------------------ | ------- | -------------- | ------------ | ------------ | ------------ |
| Goud   | Jacqueline Börner            | Duitse Democratische Republiek | 171,634 | 41,66 (8)      | 4.19,86 (1)  | 2.04,54 (4)  | 7.31,51 (4)  |
| Zilver | Seiko Hashimoto              | Japan                          | 172,037 | 40,22 (1)      | 4.28,66 (10) | 2.03,80 (2)  | 7.37,75 (10) |
| Brons  | Constanze Moser-Scandolo     | Duitse Democratische Republiek | 172,509 | 41,62 (7)      | 4.27,59 (8)  | 2.03,91 (3)  | 7.29,88 (3)  |
| 4      | Herma Meijer                 | Nederland                      | 173,451 | 41,09 (2)      | 4.27,62 (9)  | 2.05,98 (6)  | 7.37,65 (9)  |
| 5      | Heike Schalling              | Duitse Democratische Republiek | 173,804 | 43,05 (21)     | 4.21,61 (3)  | 2.06,95 (10) | 7.28,37 (1)  |
| 6      | Ljoedmila Prokasjeva         | Sovjet-Unie                    | 173,915 | 41,84 (10)     | 4.27,53 (7)  | 2.06,46 (8)  | 7.33,34 (8)  |
| 7      | Elena Belci-Dal Farra        | Italië                         | 174,253 | 42,88 (19)     | 4.23,39 (4)  | 2.07,80 (13) | 7.28,75 (2)  |
| 8      | Lia van Schie                | Nederland                      | 174,335 | 42,74 (16)     | 4.25,84 (5)  | 2.06,27 (7)  | 7.31,99 (5)  |
| 9      | Wang Xiuli                   | China                          | 174,977 | 41,25 (4)      | 4.32,21 (18) | 2.03,34 (1)  | 7.52,46 (15) |
| 10     | Emese Nemeth-Hunyady         | Oostenrijk                     | 175,534 | 41,85 (11)     | 4.29,68 (12) | 2.05,90 (5)  | 7.47,72 (13) |
| 11     | Natsue Seki                  | Japan                          | 176,332 | 42,46 (13)     | 4.30,54 (14) | 2.07,89 (14) | 7.41,52 (11) |
| 12     | Hanneke de Vries             | Nederland                      | 177,104 | 44,32 (23)     | 4.26,07 (6)  | 2.09,56 (21) | 7.32,53 (7)  |
| 13     | Jelena Lapoega               | Sovjet-Unie                    | 177,250 | 42,75 (17)     | 4.31,62 (16) | 2.07,59 (11) | 7.47,00 (12) |
| 14     | Svetlana Bojko               | Sovjet-Unie                    | 177,762 | 44,39 (24)     | 4.30,27 (13) | 2.09,34 (20) | 7.32,14 (6)  |
| 15     | Moira d'Andrea               | Verenigde Staten               | 190,208 | 55,58 * (25)   | 4.30,63 (15) | 2.07,93 (15) | 7.48,80 (14) |
| 16     | Sandra Voetelink             | Nederland                      | 196,868 | 1.01,62 * (26) | 4.29,23 (11) | 2.07,66 (12) | 7.58,24 (16) |
| NC17   | Irina Abdoellina-Vasiljajeva | Sovjet-Unie                    | 188,016 | 45,76 (24)     | 4.49,20 (14) | 2.14,26 (10) | -            |
| NC18   | Caroline Maheux              | Canada                         | 130,006 | 41,45 (5)      | 4.31,84 (17) | 2.09,75 (22) | -            |
| NC19   | Zofia Tokarczyk              | Polen                          | 130,416 | 41,12 (3)      | 4.38,02 (24) | 2.08,88 (17) | -            |
| NC20   | Michelle Kline               | Verenigde Staten               | 130,585 | 41,74 (9)      | 4.35,43 (22) | 2.08,82 (16) | -            |
| NC21   | Ariane Loignon               | Canada                         | 131,354 | 42,48 (14)     | 4.33,47 (21) | 2.09,89 (23) | -            |
| NC22   | Heidi Skjeggestad            | Noorwegen                      | 131,678 | 43,07 (22)     | 4.33,15 (19) | 2.09,25 (19) | -            |
| NC23   | Anja Mischke                 | Duitsland                      | 132,754 | 42,99 (20)     | 4.35,77 (23) | 2.11,41 (25) | -            |
| NC24   | Chantal Côté                 | Canada                         | 132,923 | 42,56 (15)}    | 4.40,14 (25) | 2.11,02 (24) | -            |
| -      | Gunda Kleemann               | Duitse Democratische Republiek | 84,808  | 41,45 (5)      | 4.20,15 (2)  | DQ           | -            |
| -      | Jasmine Krohn                | Zweden                         | 85,750  | 42,75 (17)     | DQ           | 2.08,96 (18) | -            |

* = met val
NC = niet gekwalificeerd
NF = niet gefinisht
NS = niet gestart
DQ = gediskwalificeerd
Vet gezet = kampioenschapsrecord